# Modesta
Modesta – żeński odpowiednik imienia Modest. Patronką tego imienia jest św. Modesta z Trewiru, benedyktynka, zm. ok. 680 r. 
Modesta imieniny obchodzi 4 listopada.
Znane osoby o tym imieniu: 
- Modesta Vžesniauskaitė (ur. 1983) – litewska kolarka szosowa

Postaci fikcyjne o tym imieniu:
- Modesta Mignon – tytułowa bohaterka powieści o tym samym tytule Honoriusza Balzaka z 1844, stanowiącej część Scen z życia prywatnego z cyklu Komedia ludzka.
- Modesta Nowak - jedna z głównych postaci polskiego filmu z 2015 r.  "Excentrycy, czyli po słonecznej stronie ulicy" w reżyserii Janusza Majewskiego.